# Nuoto ai campionati mondiali di nuoto 2007 - 800 metri stile libero maschili
La gara di nuoto degli 800 metri stile libero maschili dei campionati mondiali di nuoto 2007 è stata disputata il 27 e il 28 marzo presso la Rod Laver Arena di Melbourne.
Accreditati alla partenza 46 atleti.

## Podio
| Posizione | Atleta               | Nazionalità |
| --------- | -------------------- | ----------- |
| Oro       | Przemysław Stańczyk  | Polonia     |
| Argento   | Craig Stevens        | Australia   |
| Bronzo    | Federico Colbertaldo | Italia      |

## Programma
| Data          | Ora   | Turno    |
| ------------- | ----- | -------- |
| 27 marzo 2007 | 11:38 | Batterie |
| 28 marzo 2007 | 20:31 | Finale   |

## Record
Prima della manifestazione il record del mondo e il record dei campionati erano i seguenti.
| Record mondiale       | 7'38"65 | Grant Hackett Australia | 27 luglio 2005 Montreal, Canada |
| Record dei campionati | 7'38"65 | Grant Hackett Australia | 27 luglio 2005 Montreal, Canada |

Nel corso della competizione non sono stati migliorati.

## Risultati

### Batterie
I migliori 8 tempi accedono alla finale
| Pos. | Batteria | Corsia | Atleta                 | Nazionalità                   | Tempo    | Note |
| ---- | -------- | ------ | ---------------------- | ----------------------------- | -------- | ---- |
| 1    | 5        | 4      | Craig Stevens          | Australia                     | 7:50.72  | Q    |
| 2    | 4        | 5      | Federico Colbertaldo   | Italia                        | 7:50.77  | Q    |
| 3    | 6        | 3      | Oussama Mellouli       | Tunisia                       | 7'51"48  | Q    |
| 4    | 6        | 2      | Ryan Cochrane          | Canada                        | 7:51.55  | Q    |
| 5    | 6        | 4      | Grant Hackett          | Australia                     | 7'51"86  | Q    |
| 6    | 5        | 5      | Przemysław Stańczyk    | Polonia                       | 7:52.40  | Q    |
| 7    | 4        | 7      | Sergiy Fesenko         | Ucraina                       | 7:52.64  | Q    |
| 8    | 4        | 3      | Sébastien Rouault      | Francia                       | 7:52.92  | Q    |
| 9    | 5        | 6      | Peter Vanderkaay       | Stati Uniti                   | 7:54.37  |      |
| 10   | 5        | 2      | Erik Vendt             | Stati Uniti                   | 7:54.48  |      |
| 11   | 5        | 1      | Luka Turk              | Slovenia                      | 7:54.58  |      |
| 12   | 6        | 6      | Nikita Lobintsev       | Russia                        | 7:56.91  |      |
| 13   | 4        | 6      | Marcos Rivera          | Spagna                        | 7:57.14  |      |
| 14   | 6        | 7      | Mads Glæsner           | Danimarca                     | 7:59.43  |      |
| 15   | 4        | 1      | Dragoș Coman           | Romania                       | 7:59.91  |      |
| 16   | 4        | 2      | Vitaly Romanovich      | Russia                        | 7:59.94  |      |
| 17   | 4        | 4      | Christian Hein         | Germania                      | 8:00.14  |      |
| 18   | 6        | 5      | Nicolas Rostoucher     | Francia                       | 8:03.03  |      |
| 19   | 5        | 7      | Maciej Hreniak         | Polonia                       | 8:05.01  |      |
| 20   | 5        | 8      | David Brandl           | Austria                       | 8:05.48  |      |
| 21   | 3        | 4      | Ricardo Monasterio     | Venezuela                     | 8:05.81  |      |
| 22   | 3        | 3      | Fernando Costa         | Portogallo                    | 8:06.44  |      |
| 23   | 1        | 7      | Sun Yang               | Cina                          | 8:08.12  |      |
| 24   | 3        | 7      | Ahmed Mathlouthi       | Tunisia                       | 8:09.59  |      |
| 25   | 6        | 1      | Felipe Araújo          | Brasile                       | 8:10.50  |      |
| 26   | 6        | 8      | Armando Negreiros      | Brasile                       | 8:11.01  |      |
| 27   | 1        | 2      | Ren Chen               | Cina                          | 8:12.32  |      |
| 28   | 3        | 2      | Robert Voss            | Nuova Zelanda                 | 8:13.78  |      |
| 29   | 3        | 6      | Florian Janistyn       | Austria                       | 8:14.26  |      |
| 30   | 3        | 1      | Caglar Gokbulut        | Turchia                       | 8:19.08  |      |
| 31   | 4        | 8      | Shinya Taniguchi       | Giappone                      | 8:25.83  |      |
| 32   | 2        | 3      | Benjamin Guzman Blanco | Cile                          | 8:26.24  |      |
| 33   | 2        | 5      | Mario Montoya          | Costa Rica                    | 8:27.47  |      |
| 34   | 2        | 8      | Pál Joensen            | Fær Øer                       | 8:30.31  |      |
| 35   | 3        | 8      | Irakli Revishvili      | Georgia                       | 8:31.52  |      |
| 36   | 2        | 4      | Kevin Soow Choy Yeap   | Malaysia                      | 8:32.35  |      |
| 37   | 3        | 5      | Erwin Maldonado        | Venezuela                     | 8:38.69  |      |
| 38   | 2        | 6      | Micky van der Vaart    | Aruba                         | 8:39.17  |      |
| 39   | 1        | 4      | Neil Agius             | Malta                         | 8:57.63  |      |
| 40   | 2        | 7      | Davor Trnovljakovic    | Bosnia ed Erzegovina          | 9:01.70  |      |
| 41   | 1        | 5      | Heimanu Sichan         | Polinesia francese            | 9:09.79  |      |
| 42   | 2        | 1      | Timur Kartabaev        | Kirghizistan                  | 9:27.31  |      |
| 43   | 1        | 3      | Cooper Graf            | Isole Marianne Settentrionali | 10:14.48 |      |
| -    | 1        | 6      | Ibraihm Assah          | Ghana                         | DNS      |      |
| -    | 2        | 2      | Anas Abuyousuf         | Qatar                         | DNS      |      |
| -    | 5        | 3      | Andrew Hurd            | Canada                        | DNS      |      |

### Finale
| Pos. | Corsia | Atleta               | Nazionalità | Tempo   | Note |
| ---- | ------ | -------------------- | ----------- | ------- | ---- |
|      | 7      | Przemysław Stańczyk  | Polonia     | 7:47.91 |      |
|      | 4      | Craig Stevens        | Australia   | 7:48.67 |      |
|      | 5      | Federico Colbertaldo | Italia      | 7:49.98 |      |
| 4    | 8      | Sébastien Rouault    | Francia     | 7:52.04 |      |
| 5    | 1      | Sergiy Fesenko       | Ucraina     | 7:53.43 |      |
| 6    | 2      | Grant Hackett        | Australia   | 7:55.39 |      |
| 7    | 6      | Ryan Cochrane        | Canada      | 7:56.56 |      |
| 8    | 3      | Oussama Mellouli     | Tunisia     | DSQ     |      |

DNS= Non partito

DSQ= Squalificato